# Кара-Кенгир
Кара-Кенгир (каз. Қаракеңгір; также Кенгир (каз. Кеңгір)) — река в Улытауском районе Улытауской области Казахстана, правый приток реки Сарысу.

## Описание
Берёт начало из родника в семи километрах к востоку от озера Баракколь, впадает в реку Сарысу у зимовья Сургиты. Длина — 295 км, площадь водосбора — 18 400 км². Ширина долины — 0,1—0,5 км, ширина поймы — 0,1—0,3 км, ширина русла — 10—30 м (наибольшая — 70—80 м). Средний годовой расход воды у устья реки Жыланды — 3,51 м³/с.
Питание реки снеговое. Летом разбивается на плёсы. Основными притоками Каракенгира являются реки Сары-Кенгир, Жыланды, Жезды. В 1952 году силами заключённых Степлага для промышленного снабжения Джезказгана (сейчас Жезказган) на реке было сооружено Кенгирское водохранилище.

## Достопримечательности
На левом берегу реки расположены: крепость Аманбая, памятник среднего и позднего периода эпохи бронзы Уйтас-Айдос. На правом берегу находится мавзолей Киикбайтам, Жезказганский ботанический сад. На берегу находится Мавзолей Жансейита, Мавзолей Асанкожа, Мавзолей Кетебая.